# Дай вам Бог здоровья, доктор Кеворкян
«Дай вам Бог здоровья, доктор Кеворкян» (также есть вариант перевода «Храни вас Бог, доктор Кеворкян»; англ. God Bless You, Dr. Kevorkian; 1999) — эссе американского писателя Курта Воннегута.
Название пародирует название романа «Дай вам Бог здоровья, мистер Розуотер» и использует имя доктора Кеворкяна, который популяризовал эвтаназию.

## Сюжет
Во вступлении описываются несколько моментов из жизни Воннегута (в дальнейшем эти отрывки были использованы в автобиографическом произведении «Человек без родины»). Описывается замысел: серия репортажей с другого света в сотрудничестве с доктором Джеком Кеворкяном, в камере для введения смертельных инъекций преступникам, приговорённым к высшей мере наказания, в Хантсвилле, штат Техас.
«Репортажи» были предназначены для последующей трансляции Общественной радиостанцией города Нью-Йорка. Деньгами, полученными за публикацию, Воннегут хотел помочь этой радиостанции.
1. В первом репортаже Воннегут говорит с Мэри Д. Эйнсворт, детским психологом. Он выясняет, что души младенцев, попавшие в рай, вырастают ангелами.
2. Разговор с Сальваторе Бьяджини, погибшим, защищая своего шнауцера. Тот говорит, что эта смерть имеет больше смысла, чем гибель на войне во Вьетнаме.
3. Разговор с Бирнумом Бирнумом, первым австралийским аборигеном, поступившим в юридический колледж.
4. Беседа с Джоном Брауном, фанатиком отмены рабства.
5. Рассказ о Роберте Горсач Берк, жене Арли А. Берка.
6. Интервью с Кларенсом Дэрроу, американским адвокатом. Тот говорит о том, что система правосудия заботится о развлечении людей, а не о правосудии.
7. Встреча с Юджином Виктором Дэбсом, организатором и лидером первой успешной забастовки на железных дорогах. Он интересуется, известна ли современникам Нагорная проповедь. В конце разговора он улетает, как ангел.
8. Рассказ о Гарольде Эпштейне. Вторую половину жизни он провел, разыскивая редкие цветы. Свою «садовую лихорадку» он называет бесценным даром от Бога, и жалеет, что не все люди были так счастливы, как он с женой.
9. Рассказ о Вивьен Хэллиган, привлекательной, красивой, богатой социалистке.
10. Беседа с Адольфом Гитлером, который «выразил робкую надежду на то, что в память о нём будет воздвигнут скромный памятник, например в форме креста, раз уж он был христианином. Допустим, где-нибудь перед квартирой ООН в Нью-Йорке. На нём должны быть высечены, сказал он, его имя и даты жизни: 1889—1945 годы. А под ними — два слова по-немецки: „Entschuldigen Sie“ („Простите“)».
11. Встреча с Джоном Уэсли Джойсом, владельцем бара «Львиная голова», места встречи писателей.
12. Диалог с Фрэнсис Кин.
13. Репортаж о Исааке Ньютоне, недовольным тем, как мало он изобрёл. Ньютон пытается изучить голубой тоннель, соединяющий Землю и рай.
14. Общение с Питером Пеллегрино, первым американцем, пересёкшим Альпы на воздушном шаре. Тот уверяет Воннегута, что лишь путешествие на шаре, без дымящей шумной техники, может принести удовольствие больше райского.
15. Разговор с Джеймсом Эрл Реем, убийцей Мартина Лютера Кинга. Тот сожалеет о своём поступке, так как из-за него теперь Кинга считают национальным героем.
16. Беседа с Шекспиром. Вильям так и не отвечает Воннегуту толком на заданные вопросы, лишь цитирует собственные произведения.
17. Беседа с Мэри Шелли. Воннегуту не удаётся выяснить её мнение об атомных бомбах, она всё время говорит о муже и их друзьях.
18. Разговор с поэтом Филлипсом Страксом, который после ранней смерти его жены от рака груди изобрёл маммограммы.
19. Воннегут догоняет у райских врат Карлу Фэй Такер.
20. Интервью с Килгором Траутом, единственным поныне здравствующим из всех интервьюеров.
21. Джека Кеворкяна уводят под суд по обвинению в убийстве. Последний репортаж — об умершем предшественнике Воннегута на посту почётного председателя Американской гуманистической ассоциации, Айзеке Азимове.